# Renato Curcio
Pour les articles homonymes, voir Curcio.
Renato Curcio, né le 23 septembre 1941 à Monterotondo, province de Rome, est un ex-terroriste italien. Avec sa femme Margherita (dite "Mara") Cagol et Alberto Franceschini, il est un des fondateurs des Brigades rouges (BR), une organisation terroriste italienne d'extrême-gauche. Les BR sont un des principaux acteurs des années de plomb, pendant lesquelles l'Italie fut la proie tant du terrorisme rouge (d'extrême-gauche) que du terrorisme noir (d'extrême-droite).

## Biographie
Renato Curcio a commencé à militer à Giovane Nazione (organisation de jeunesse du Mouvement Social Italien). Il sera responsable du groupe d'Albenga. On sait qu'ensuite il a milité au sein du mouvement paneuropéen Jeune Europe, au moins jusqu'en 1967,. 
Il passe à l'extrême-gauche au contact de la contestation estudiantine à l'université de Trente, où il fait en 1965 la connaissance de Margherita Cagol. Il milite un temps au sein d'un groupe maoïste, le Parti communiste d'Italie (marxiste-léniniste). Déçu par l'action politique non-violente, il fonde les BR avec Cagol et Franceschini en 1970. Leur première action, le 17 septembre 1970, est l'incendie de la voiture d'un dirigeant de la société SIT Siemens. Ce début est rapidement suivi de divers actes de sabotage, attentats à la bombe, assassinats et enlèvements.
Curcio dirige les Brigades rouges avec Cagol et Franceschini jusqu'à sa première incarcération en 1974. Il s'évade en 1975 mais est marginalisé au sein des BR, dominées désormais par Mario Moretti, tenant de la ligne dite « militariste ». En 1975, les BR enlèvent l'industriel Vittorio Vallarino Gancia en vue d'obtenir une importante rançon. Lorsqu'une patrouille de carabiniers s'approche de l'endroit où est emprisonné Gancia, Cagol et un complice provoquent une fusillade lors de laquelle elle est abattue après avoir tué deux policiers.
En 1976, Curcio est à nouveau arrêté à Milan, en compagnie de Nadia Mantovani. En 1978, les BR enlèvent et assassinent le président de la Démocratie chrétienne Aldo Moro. Moro est le principal artisan du compromis historique visant à normaliser la situation du Parti communiste italien dans la vie politique italienne. Le PCI, qui représente une part très importante de l'opinion, est en effet exclu du pouvoir depuis l'après-guerre et Moro veut rétablir l'alternance démocratique. Cet assassinat, largement perçu comme une attaque contre la démocratie italienne elle-même, sonne le glas de la plupart des sympathies sur lesquelles pouvait encore compter le terrorisme au sein de l'extrême-gauche italienne et marque donc un tournant important. Malgré leurs différends avec Moretti, Curcio et Franceschini défendront l'assassinat de Moro dans un communiqué qu'ils liront lors de leur procès.
Curcio est condamné à trente ans de prison pour divers chefs d'inculpation dont la « participation morale » (concorso morale) au meurtre le 17 juin 1974 de deux militants du Mouvement social italien, un parti néo-fasciste, Graziano Giralucci et Giuseppe Mazzola. En semi-liberté dès 1993, il sort de prison en 1998, quatre ans avant la fin de sa peine.
Il devient directeur d'une coopérative éditoriale, Sensibili alle foglie.
Curcio n'a jamais exprimé le moindre regret au sujet de ses activités terroristes.
En 2007, Fanny Ardant a provoqué la polémique en affirmant : « Vous en avez un qui pour moi est un héros. Renato Curcio. Lui n’est pas devenu un homme d’affaires. »

## Ouvrages
- Lazar, Marc & Matard-Bonucci, Marie-Anne (dir.), L'Italie des années de plomb, le terrorisme entre histoire et mémoire, Autrement, 2010,  (ISBN 978-2-7467-1383-3)
- Renato Curcio, À Visage découvert, entretien avec Mario Scialoja, Lieu commun, 1993,  (ISBN 2-86705-182-7).